# Santuario di Yoshida

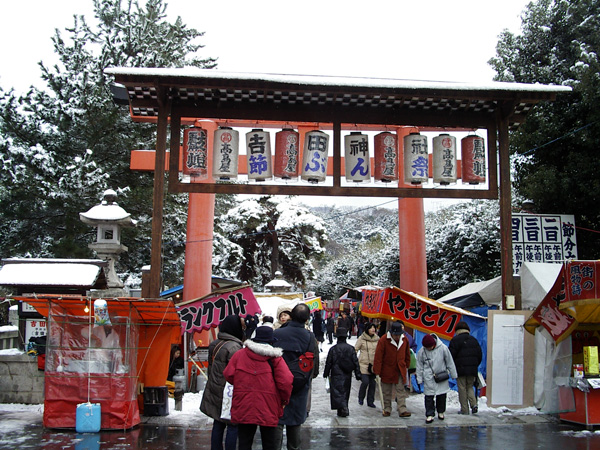
La festa del Setsubun che si tiene ogni anno dal 2 al 4 febbraio al Santuario di Yoshida. Dal periodo Muromachi è molto popolare.

Il Santuario di Yoshida (吉田神社?, Yoshida-jinja) è un santuario shintoista situato nella parte orientale del distretto Sakyo-ku di Kyoto, in Giappone. Si trova ai piedi del monte Yoshida, parte delle montagne di Higashiyama. 
Il santuario, fondato nell'859 durante il periodo Heian per la famiglia Fujiwara, è circondato da una fitta foresta.

## Storia
Il santuario beneficiò del mecenatismo imperiale all'inizio del periodo Heian. Nel 965, l'imperatore Murakami ordinò che dei messaggeri imperiali fossero inviati ai kami guardiani del Giappone per informarli degli avvenimenti importanti. Questi heihaku si presentarono inizialmente a 16 santuari e nel 991, l'imperatore Ichijō aggiunse altri tre santuari alla lista di Murakami, tra cui anche lo Yoshida-jinja.
Secondo l'Eiga monogatari, Anshi, sposa di Murakami, fu cremata e poi le sue ceneri furono seppellite nel 964 vicino al santuario di Yoshida.
Dal 1871 fino al 1946, il santuario fu ufficialmente designato come uno dei kanpei-chūsha (官幣中社?),; ciò significa che si trova al secondo rango dei maggiori santuari sostenuti dalla Stato.
Nella seconda metà del XVI secolo, il sacerdote e studioso Yoshida Kanetomo (1435-1511) fondò nel santuario una corrente particolare dello Shintoismo, lo Yoshida Shintō. Questa corrente esercitò subito una tale influenza in Giappone che lo Yoshida-jinja ottenne dai tennō per parecchi secoli il diritto esclusivo di avere completo permesso e libertà di ordinare sacerdoti scintoisti. Anche se non era necessario un prerequisito per esercitare la funzione sacerdotale in un tempio shintoista, questa garanzia risolse i conflitti tra gli esperti religiosi all'interno di ciascuna comunità del santuario.

## Caratteristiche
Il santuario ha delle caratteristiche architettoniche: al posto di un heiden c'è un semplice tetto, ma ci sono quattro honden. Per gli esercizi spirituale dei monaci, c'è il gyōjishō-ya.
Il giorno successivo al Setsubun, comincia il Daigen-kyū (un massha), cioè l'espulsione di Uji-kata-yagi-no-yamai-gami, il kami di tutti i mali, dei pensieri e delle intenzioni malvagie (tsumi), della sporcizia, delle malattie e degli incidenti. È tuttavia anche onorato nello honden, davanti all'entrata del quale si trova la "collina della miseria" (yaku-zuka)(yaku-zuka) che è collegata allo honden con otto shimenawa. Durante l'espulsione, sacchi di semi di soia sono gettati sulla collina.
I monaci del tempio hanno praticato i tradizionali riti shintoisti per l'inaugurazione della vicina Università di Kyoto. Il santuario è noto anche per i suoi hamaya.